# Северная олуша
Се́верная о́луша (лат. Morus bassanus) — крупная морская птица семейства олушевых, распространённая в Северной Атлантике. Наиболее северный вид в семействе и единственный, который встречается в Европе. Как правило, образует большие колонии из нескольких тысяч пар и гнездится на обрывистых скалистых берегах небольших островов.
Умелый ныряльщик; как и большинство других олушей, занимает достаточно специфичную экологическую нишу, в которой конкурирует лишь с немногими другими видами птиц. С большой высоты ныряет на глубину в несколько метров, где охотится на жирную рыбу — атлантическую сельдь, скумбрию, европейский шпрот, песчанку (Ammodytes spp) и некоторые другие виды. Этому способствует хорошая адаптация внешних и внутренних органов — обтекаемое тело в форме сигары, длинные узкие крылья, тонкий клюв с зубцами, ноги с плавательными перепонками, заросшие внешние ноздри и дополнительные внутренние ноздри с перепонкой.

## Описание

### Внешний вид

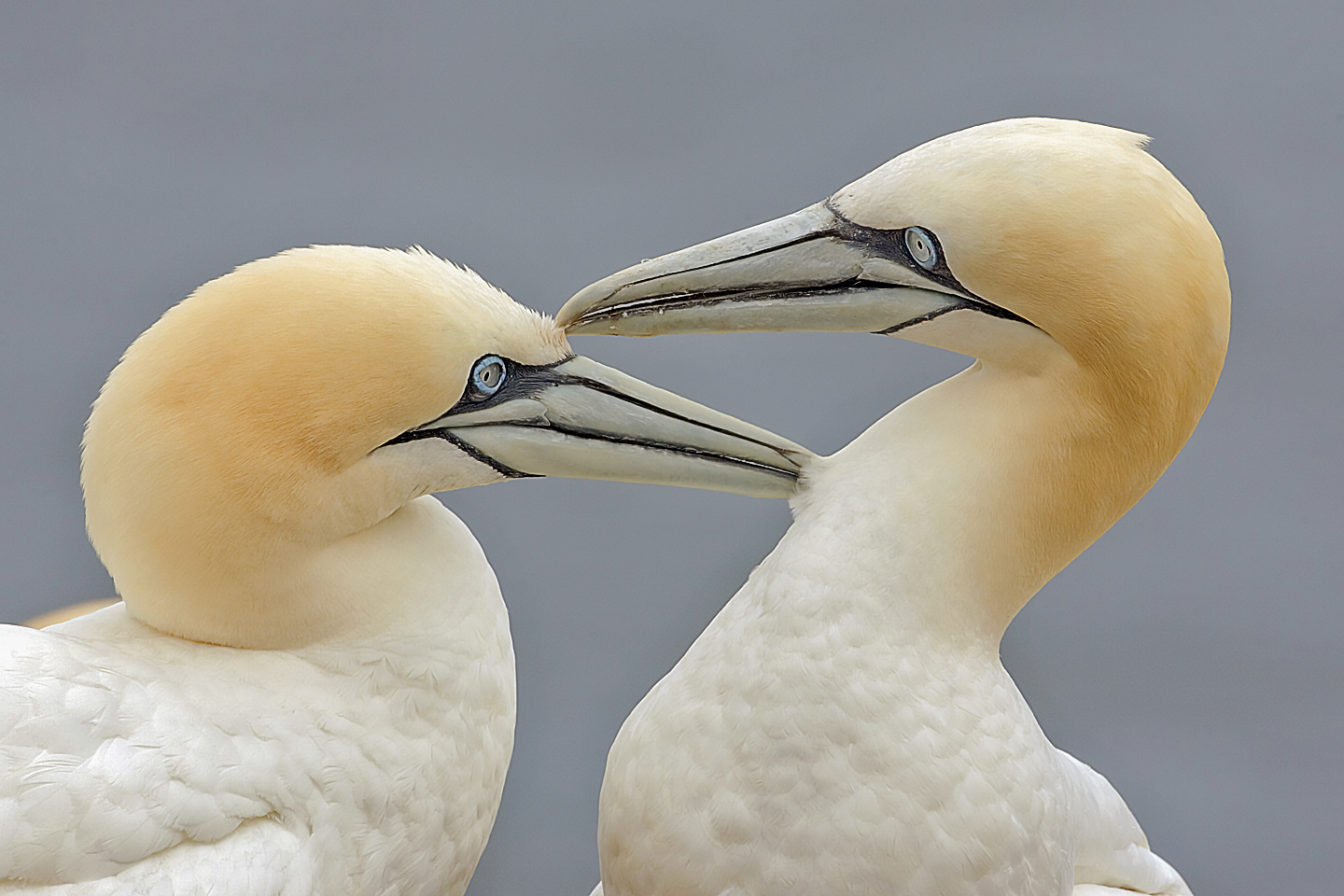
Пара олушей

Наиболее крупный представитель семейства размером примерно с гуся. Длина тела 87—100 см, размах крыльев 165—180 см, масса 2300—3600 г. Самцы и самки ни по размеру, ни по окрасу друг от друга не отличаются. Оперение взрослых птиц почти полностью чисто-белое, за исключением буровато-чёрных первостепенных маховых и кроющих кистей. На голове и боках шеи иногда присутствует небольшой желтовато-сливочный налёт, который в зависимости от времени года может быть как более светлым, так и более тёмным. У некоторых птиц такой налёт отсутствует вовсе. Глаза сдвинуты вперёд. Радужина голубая, вокруг глаза синее кольцо неоперённой кожи, уздечка и подбородок чёрные. Ноги жёлто-зелёные. Клюв голубовато-сероватого цвета, длинный, конической формы, слегка загнутый на конце. В передней части клюва имеются острые зубцы, которыми птица захватывает добычу.
Как и у большинства морских птиц, перья обладают водоотталкивающей структурой, что позволяет птице длительное время находиться под водой. К тому же олуши обильно смазывают их жировой смазкой, которая вырабатывается копчиковой железой.
Молодые птицы в первый год жизни полностью тёмно-бурые, однако затем с каждой линькой приобретают всё больше белых перьев и окончательно приобретают взрослый вид только к пяти годам. Клюв также имеет коричневатую окраску. Птенцы появляются без пуха и покрыты лишь шиферно-чёрной кожей.

### Движения

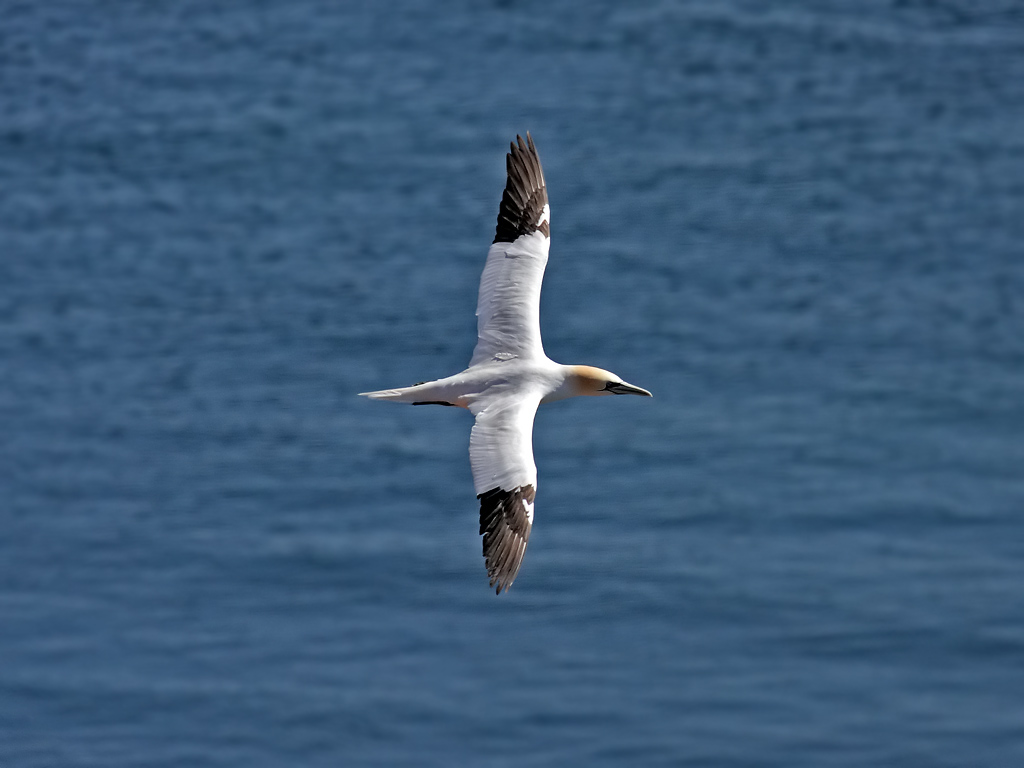
Полёт, вид сверху

Птицы обладают длинными неширокими крыльями и длинным клиновидным хвостом, что позволяет им легко маневрировать в потоках восходящего воздуха. Лётные мышцы развиты относительно слабо, соотношение их массы к общей массе тела обычно не превышает 17 % (у большинства птиц это соотношение около 20 %). Делая быстрые взмахи крыльями, птица переходит на долгий планирующий полёт. В отсутствие ветра северная олуша летит со скоростью 55—65 км/час. Малая грудная мышца (лат. Pectoralis minor) обладает малой подъёмной силой. Это является одной из причин, почему северным олушам для взлёта всегда необходим разбег. Так как северные олуши одновременно и плохие бегуны, они не могут взлететь с плоской поверхности. При взлёте с воды им тоже нужно набрать скорость. Для этого они поворачиваются против ветра и взлетают с помощью тяжёлых взмахов крыльев. В безветрие и при относительно большом волнении на море птицы неспособны взлететь и подолгу отдыхают на плаву. Как и альбатросы, олуши обычно парят навстречу волне, используя энергию вертикального градиента ветра. Над сушей за пределами побережья их увидеть можно лишь во время сильного шторма.
Олуши неплохо плавают. На воде держатся высоко, с распушенным и приподнятым хвостом. Ещё не умеющие летать птенцы, покидая гнездо, проплывают до 100 км от гнезда за несколько дней, прежде чем поднимаются в воздух. Ныряют на глубину до 12—15 м, но только с воздуха и на несколько секунд. Под водой управляют ногами с перепончатыми пальцами.

## Распространение

### Гнездовой ареал

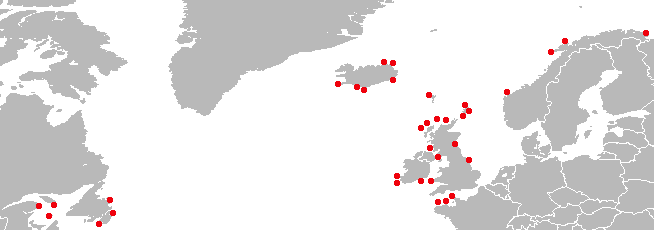
Основные места гнездовий в Северной Атлантике

Гнездится на обрывистых скалистых берегах и островах Северной Атлантики, главным образом в промежутке между 48-й и 66-й параллелями на востоке и 46-й и 50-й параллелями на западе. Основные места гнездовий расположены вдоль течения Гольфстрим, а также в заливе Святого Лаврентия вдоль побережья Канады и восточных берегов Исландии. Летняя температура в верхних слоях воды в районах гнездовий обычно составляет 10—15 °C, что является оптимальным условием для определённых видов рыбы, которыми питаются птицы. Известны 45 (данные 2004) колонии северной олуши, самая большая из которых насчитывает более 100 тыс. особей и расположена на острове Бонавантюр в Квебеке. В Европе наиболее крупные гнездовья находятся на небольших вулканческих островах в Шотландии (Боререй в архипелаге Сент-Килда и Басс-Рок в заливе Ферт-оф-Форт, соответственно 60 и 48 тыс.). От названия острова Боререй птица получила своё научное видовое название bassanus.

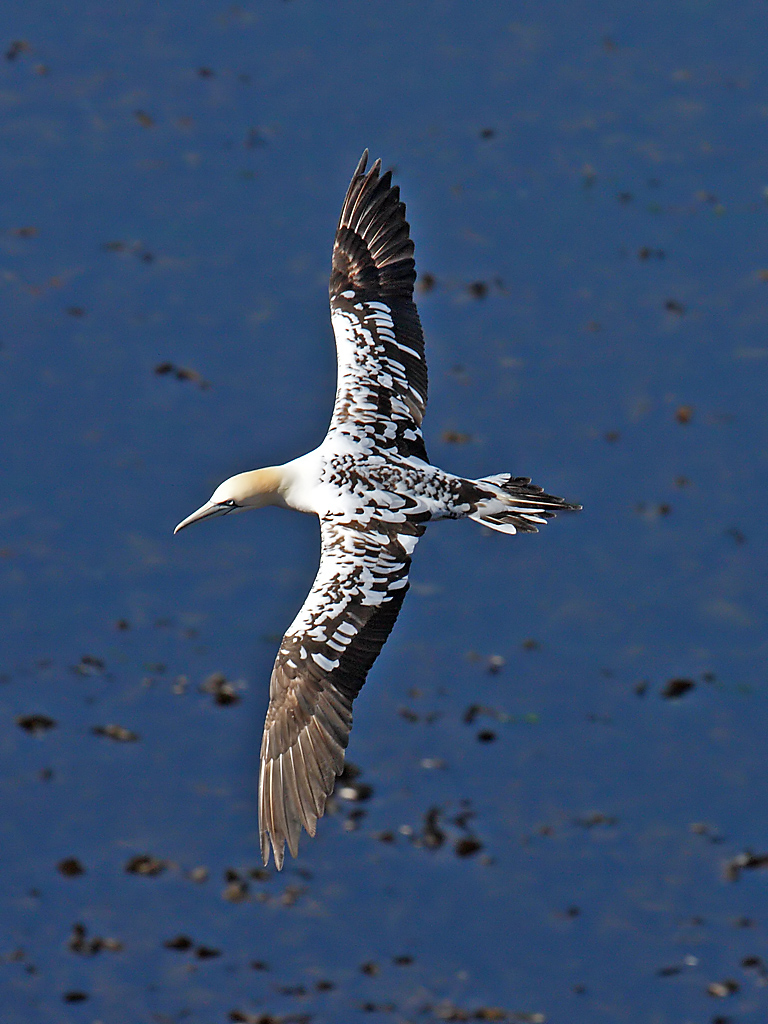
Молодая птица

Другие крупные колонии олушей, кроме выше перечисленных, зарегистрированы на Ньюфаундленде, Фарерских, Шетландских, Оркнейских, Гебридских островах, у берегов Ирландии, Великобритании и северо-западной Франции. Самая северная гнездовая колония находится на Птичьем острове (норв. Storstappen, 71°8’32"N 25°20’14"E) в заполярной Норвегии, самая южная на Ньюфаундленде (46° 50’N). В России единственная колония олушей, состоящая из 145 пар (данные 2006), зарегистрирована на острове Харлов на территории Кандалашского заповедника. Также известны залёты этих птиц вдоль северного побережья России вплоть до Урала.

### Миграции
Зимует в широком диапазоне от побережий Северного моря до островов Зелёного Мыса и Сенегала в восточном полушарии и от Канады до Флориды и Мексиканского залива в западном. При этом места зимовок заметно различаются у молодых и взрослых птиц. Большинство птиц в первый год жизни совершает дальний перелёт на расстояние 3000-5000 км, на востоке Атлантики достигая побережья и островов Северо-Западной Африки. Оставшаяся часть останавливается в западном Средиземноморье. В первую весну молодняк не возвращается в места гнездовий, а ещё в течение года или двух кормится в субтропиках. Лишь затем повзрослевшие (но ещё не достигшие половой зрелости) птицы летят на север и останавливаются на периферии колоний, а зимой кормятся в водах Северного моря, Бискайского залива или у берегов Португалии. Так же поступает и большинство взрослых птиц, не желающих улетать далеко на юг. Более ранний весенний перелёт гарантирует лучшее место для кладки яиц в центре колонии. Олуши обычно привязаны к родной колонии, но иногда гнездятся и на новом месте за сотни километров от неё. Смешивания американской и европейской популяций не происходит.

## Размножение

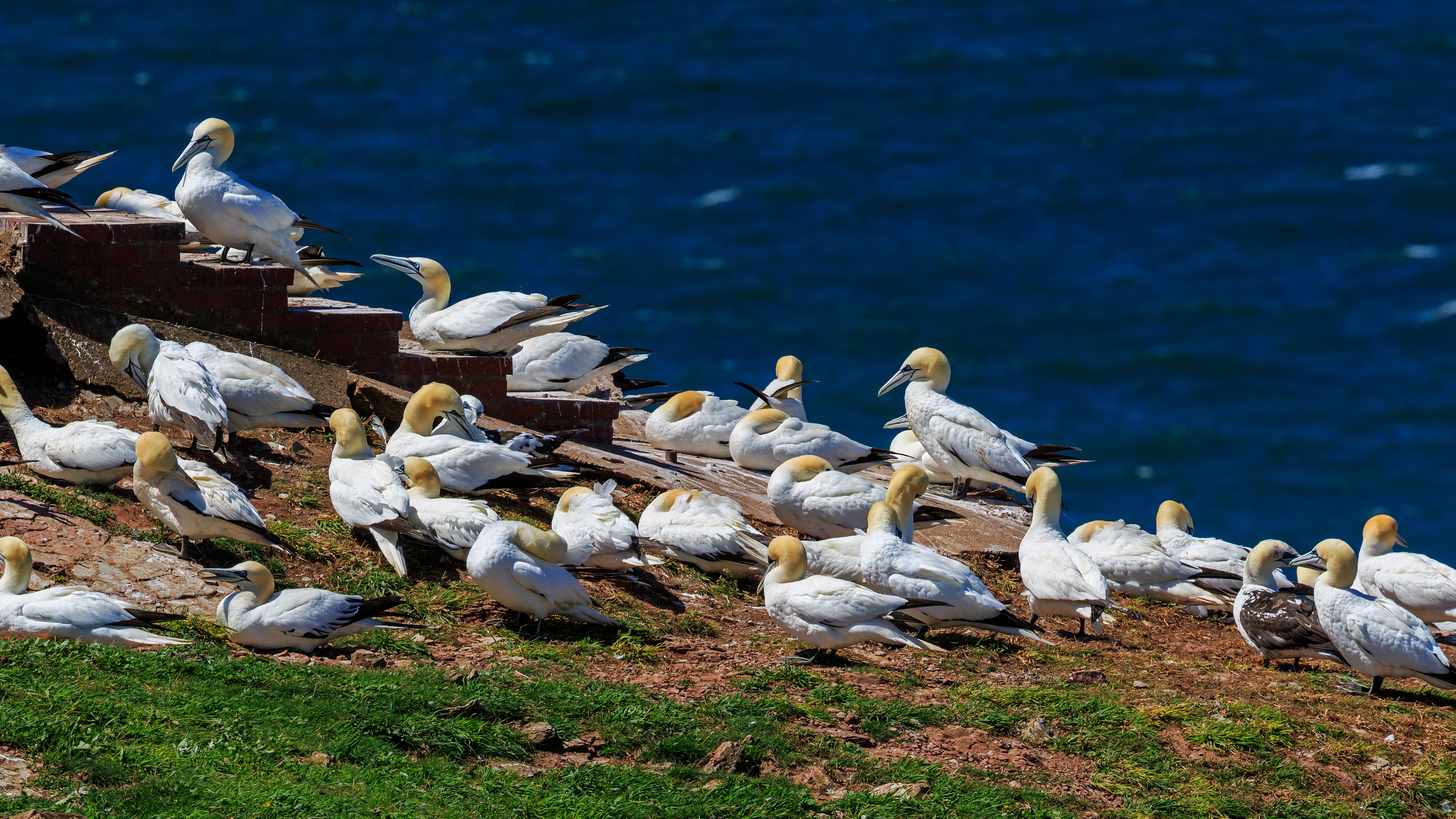
Типичная колония северных олушей. Остров Гельголанд, Германия

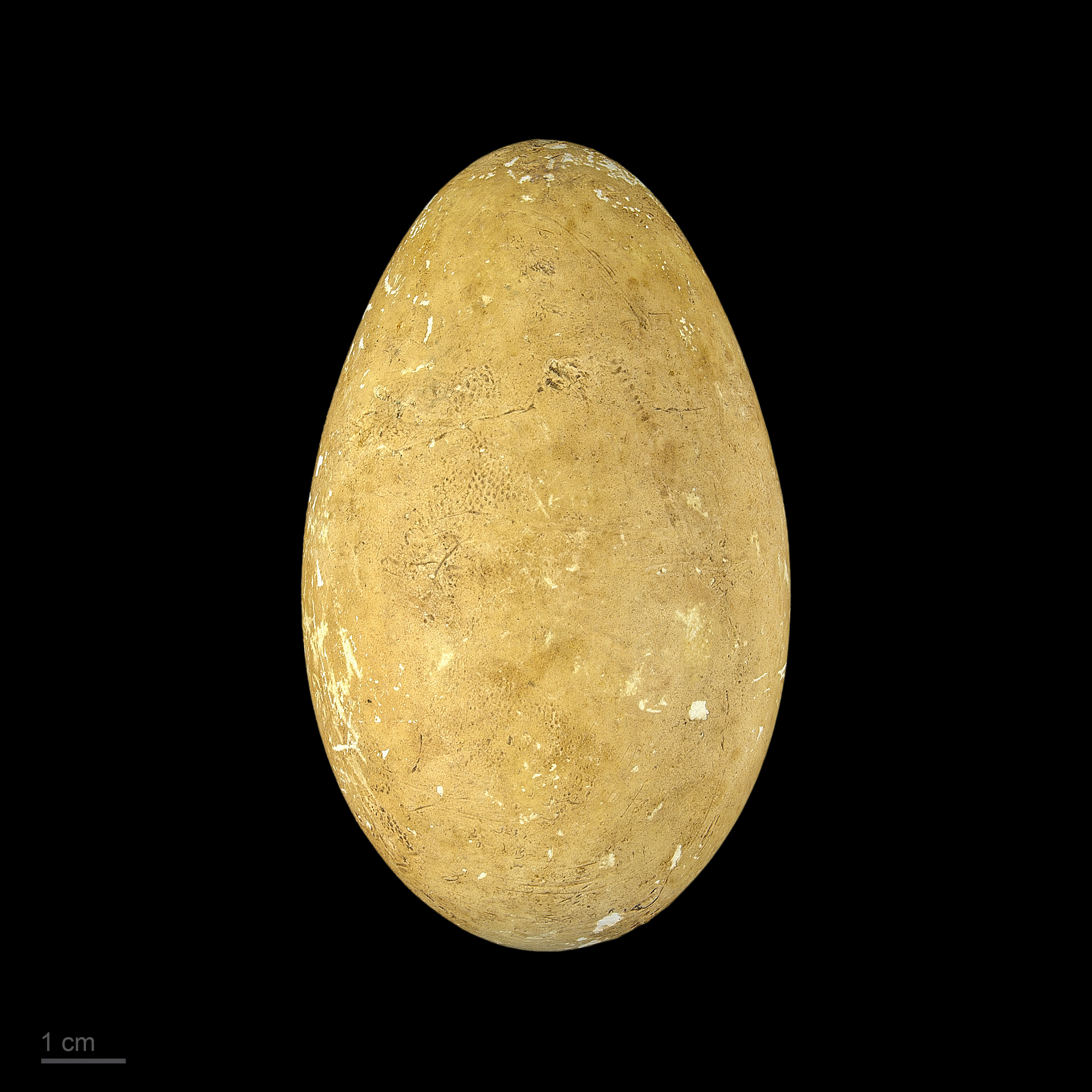
Яйцо северной олуши в Тулузском музее

Гнездится колониями, часто состоящими из нескольких тысяч пар. Обычно птичьи базары расположены на труднодоступных уступах скалистых скал с видом на море, на острове или редко материке. Если подходящие места уже заняты, гнёзда могут располагаться и на плоской части острова, однако в этом случае долгий путь к карнизам вызывает агрессивное поведение других птиц и, как следствие, повышенный стресс в колонии. Плотность гнездовий очень высокая и в среднем на 1 квадратном метре располагается 2,3 гнезда. Бывает, что узкие уступы настолько забиты, что издали кажется, что они покрыты снегом. Время прилёта сильно варьирует даже в соседних колониях. Например, на шотландском острове Басс-Рок массовое возвращение приходится на предпоследнюю неделю января, а на находящейся на относительно небольшом расстоянии Исландии только в конце марта-апреле. Первое своё гнездо птицы устраивают в возрасте 4—5 лет, однако и в этом случае оно часто остаётся пустым. Самцы из этой возрастной группы часто летают над колонией в поисках свободного места, и заняв его, через 2-3 дня агрессивно охраняют от соседей.

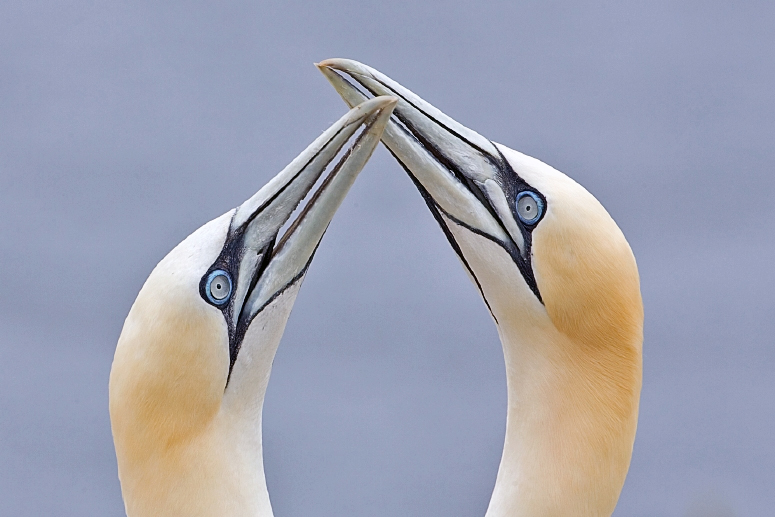
Смена насиживающих партнёров всегда сопровождается ритуальной церемонией

Гнездо — рыхлая бесформенная куча, состоящая из водорослей, грязи, бурьяна и всевозможного плавающего мусора, скреплённого между собой с помощью помёта. Если зимние ветра не растаскивают подстилку, то одно и то же гнездо может использоваться несколько лет подряд, причём ежегодно птицы добавляют в него всё новую порцию строительного материала. Как правило, функцию добытчика берёт на себя самец, в то время как самка занимается строительством и обустройством будущего ложа. Высота гнезда около 30 см, диаметр 50—75 см. Гнездо тщательно охраняется от соседей и в случае отсутствия обоих членов пары быстро растаскивается на соседние участки. Столкновения возможны только между особями одного пола. Самки при вторжении чужака отворачивают голову и показывают им обратную сторону шеи. Это приводит к тому, что защищающие гнездо самцы хватают их за шею и выдворяют за пределы гнезда. Самцы при защите гнезда более агрессивны и в драке способны нанести противнику серьёзную рану. Столкновению всегда предшествует угрожающая поза, в которой самец опускает клюв и наполовину распускает крылья.

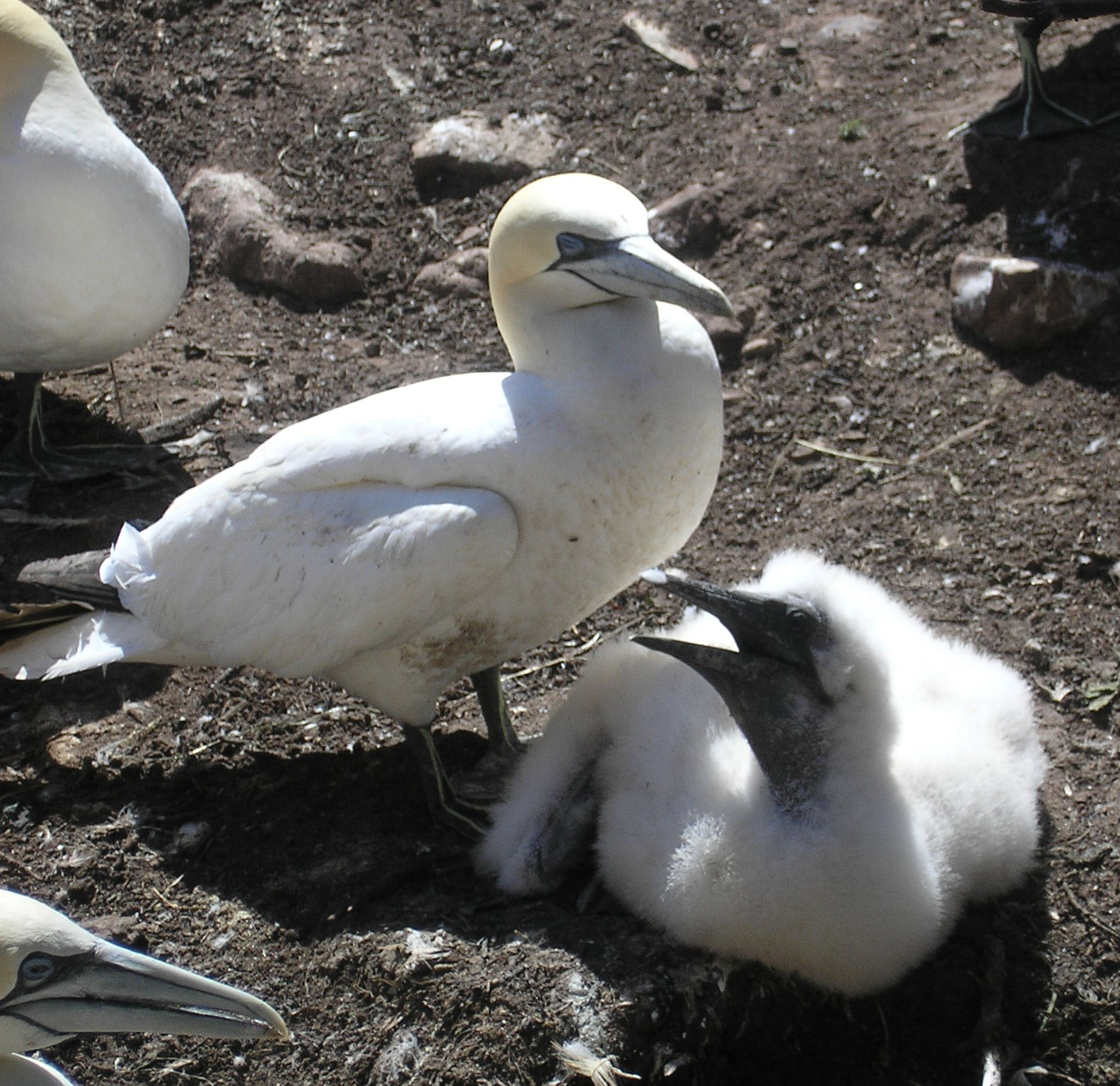
Подросший птенец на полкилограмма тяжелее своих родителей

Откладывание в конце марта — апреле, иногда в первой половине мая. В кладке, как правило, только одно яйцо. Очень редко бывает два яйца, в том числе и за счёт украденного из соседнего гнезда. В любом случае выживает только один птенец. Яйца овальной формы, изначально голубовато-зелёного цвета, однако впоследствии из-за обильного помёта приобретают грязно-белую окраску. Размеры яиц 76 х 49 мм, масса около 104,5 г. В случае утраченного яйца самка откладывает повторно. Насиживают поочерёдно обе птицы в течение 42–46 (обычно 44) дней. Смена караула происходит достаточно редко, иногда один раз в сутки, и всегда сопровождается ритуальной церемонией, во время которой обе птицы вытягивают шею, поднимают клюв и трутся им друг об друга.
Процесс вылупления, когда скорлупа трескается и рассыпается, может затянутся до 36 часов. Птенец появляется слепым и покрытым лишь чёрной кожей, первый белый пух прорастает только через 11 суток. Всё это время птенец тщательно согревается ногами одного из родителей. Вскармливают птенца оба члена пары, три раза в сутки отрыгивая им частично переваренную пищу из глотки в глотку. Когда птенец немного подрастает, родители кормят его целой рыбой. Птенец сидит тихо в гнезде и не просит корм, что по сравнению с другими морскими птицами даёт ему больше шансов не выпасть из гнезда. Процесс кормления занимает 11—12 недель, после чего заметно потяжелевший птенец оставляется без корма. Несмотря на то, что в это время он на значительно тяжелее своих родителей, однако к активному машущему полёту и самостоятельному добыванию пищи ещё не готов. Первый и последний раз покидая гнездо, птенец прыгает с обрыва и несколько сот метров парит в воздухе, после чего опускается на воду и плывёт подальше от берега. С этого момента начинается его полностью самостоятельная жизнь. За 2—3 дня птенец на плаву преодолевает около 100 км, после чего сам учится взлетать и добывать себе корм. Продолжительность жизни олушей в дикой природе составляет до 25 лет. Особенно опасен первый год жизни, когда при неблагоприятных условиях смертность может достигать 65 %.

## Питание

Атлантическая сельдь — одна из основных рыб, которой питаются северные олуши

Питается рыбой, обитающей в прибрежных водах, преимущественно атлантической сельдью, европейским шпротом и скумбрией. Среди других рыб — европейская сардина, европейский анчоус (Engraulis encrasicolus), европейская алоза (Alosa alosa), корюшка, сарган, треска, пикша, сайда, люр (Pollachius pollachius), тресочка (Trisopterus luscus), обыкновенный капеллан (Trisopterus minutus), мерланг (Merlangius merlangus), норвежский биб (Trisopterus esmarkii), балтийская песчанка (Ammodytes tobianus), различные виды усачеподобных (Barbinae), спаровых (Sparidae), кефалевых (Mugilidae).
Интересен способ, которым олуши добывают себе корм. Птица парит над морем на высоте 10—30 м, и с воздуха приметив рыбу, с наполовину сложенными крыльями пикирует и головой вперёд погружается на несколько метров в воду. Во время падения она успевает маневрировать вслед за двигающейся жертвой. Схватив добычу, птица тут же её захватывает и, как пробка, выныривает наверх. Как правило, птица ныряет неглубоко, однако по оценкам специалистов способна погружаться на глубину до 12—15 м. Нырок одной олуши всегда привлекает внимание других птиц, и в случае большого косяка можно наблюдать зрелищную картину, когда десятки птиц устремляются на охоту, хаотично плюхаясь в море.
Рыбаки и олуши хорошо знакомы друг с другом. Возле находящихся недалеко от колоний рыболовецких судов всегда толпятся стаи птиц, и в случае удачного улова олуши довольствуются добычей, которую вряд ли бы достали с поверхности моря. Кроме свежей рыбы, они охотно подбирают отбросы рыболовецкого промысла, в том числе останки ракообразных, головоногих моллюсков и тюленей. Рыбаки тоже иногда пользуются услугами птиц — если ткнуть отдыхающую на воде олушу веслом, то та, прежде чем взлететь, отрыгивает несколько рыбин, по которым можно определить, косяки каких рыб кормятся поблизости.

## Охрана
На острове Носс в Шотландии организован заказник, в котором северная олуша включена в список охраняемых видов. В заказнике 7310 пар, 2,8 % популяции Северной Атлантики (1994 год).